# Junioren-Badmintonpanamerikameisterschaft 2013
Die Junioren-Badmintonpanamerikameisterschaft 2013 fand vom 21. bis zum 28. Juli 2013 in Puerto Vallarta statt. An den ersten drei Tagen wurde der Teamwettbewerb ausgetragen, an den Tagen danach die Einzelwettbewerbe.

## Medaillengewinner der U19
| Disziplin    | Gold                        | Silber                     | Bronze                             |
| ------------ | --------------------------- | -------------------------- | ---------------------------------- |
| Herreneinzel | Ygor Coelho                 | Alan Shekhtman             | Duncan Yao                         |
| Herreneinzel | Ygor Coelho                 | Alan Shekhtman             | Luis Ramón Garrido                 |
| Dameneinzel  | Lohaynny Vicente            | Christine Yang             | Josephine Wu                       |
| Dameneinzel  | Lohaynny Vicente            | Christine Yang             | Cherie Chow                        |
| Herrendoppel | Benny Lin Duncan Yao        | Aston Khor Alan Shekhtman  | Samuel Ricketts Jamari Rose        |
| Herrendoppel | Benny Lin Duncan Yao        | Aston Khor Alan Shekhtman  | Tremar Barham Jonathon David Smith |
| Damendoppel  | Cherie Chow Christine Yang  | Takeisha Wang Josephine Wu | Anna Tang Alena Wang               |
| Damendoppel  | Cherie Chow Christine Yang  | Takeisha Wang Josephine Wu | Haramara Gaitan Sabrina Solis      |
| Mixed        | Nathan Osborne Josephine Wu | Kevin Chan Christine Yang  | Pedro Zapata Génesis Valentín      |
| Mixed        | Nathan Osborne Josephine Wu | Kevin Chan Christine Yang  | Luis Ramón Garrido Haramara Gaitan |
| Teams        | Kanada                      | Brasilien                  | Vereinigte Staaten                 |

## Medaillengewinner der U17
| Disziplin    | Gold                                | Silber                             | Bronze                         |
| ------------ | ----------------------------------- | ---------------------------------- | ------------------------------ |
| Herreneinzel | Jason Ho-Shue                       | Rubén Castellanos                  | Víctor Ramírez                 |
| Herreneinzel | Jason Ho-Shue                       | Rubén Castellanos                  | Alfredo Correa                 |
| Dameneinzel  | Crystal Pan                         | Victoria Chen                      | Alena Wang                     |
| Dameneinzel  | Crystal Pan                         | Victoria Chen                      | Daniela Macías                 |
| Herrendoppel | Jason Ho-Shue Jonathan Lai          | Austin Bauer Ty Alexander Lindeman | Raymond Hsia Albert Li         |
| Herrendoppel | Jason Ho-Shue Jonathan Lai          | Austin Bauer Ty Alexander Lindeman | Rubén Castellanos Mario Umaña  |
| Damendoppel  | Victoria Chen Crystal Pan           | Kylie Cheng Jenna Wong             | Chiara Carranza Daniela Macías |
| Damendoppel  | Victoria Chen Crystal Pan           | Kylie Cheng Jenna Wong             | Sonya Wong Candy Zhang         |
| Mixed        | Ty Alexander Lindeman Takeisha Wang | Vinson Chiu Crystal Pan            | Austin Bauer Jenna Wong        |
| Mixed        | Ty Alexander Lindeman Takeisha Wang | Vinson Chiu Crystal Pan            | Timothy Lam Angela Zhang       |

## Medaillengewinner der U15
| Disziplin    | Gold                  | Silber                             | Bronze                                 |
| ------------ | --------------------- | ---------------------------------- | -------------------------------------- |
| Herreneinzel | Jonathan S. Mathias   | Ailton Correa                      | Walesson E. Santos                     |
| Herreneinzel | Jonathan S. Mathias   | Ailton Correa                      | Bryan Poon                             |
| Dameneinzel  | Kerry Xu              | Annie Xu                           | Sâmia Lima                             |
| Dameneinzel  | Kerry Xu              | Annie Xu                           | Rina Yan                               |
| Herrendoppel | Andre Wang Cadmus Yeo | Fabrício Farias Walesson E. Santos | Kevin Luo John Tam                     |
| Herrendoppel | Andre Wang Cadmus Yeo | Fabrício Farias Walesson E. Santos | Bryan Poon Desmond Wang                |
| Damendoppel  | Annie Xu Kerry Xu     | Cindy Yuan Michelle Zhang          | Kelly Carter Cara Debelle              |
| Damendoppel  | Annie Xu Kerry Xu     | Cindy Yuan Michelle Zhang          | Vera Guedes Sâmia Lima                 |
| Mixed        | Cadmus Yeo Annie Xu   | Desmond Wang Erin O’Donoghue       | Fabrício Farias Sâmia Lima             |
| Mixed        | Cadmus Yeo Annie Xu   | Desmond Wang Erin O’Donoghue       | Jonathan S. Mathias Gleicimar Carvalho |

## Medaillengewinner der U13
| Disziplin    | Gold                          | Silber                              | Bronze                            |
| ------------ | ----------------------------- | ----------------------------------- | --------------------------------- |
| Herreneinzel | Clayton Cayen                 | Karthik Kalyanasundaram             | Eric Chang                        |
| Herreneinzel | Clayton Cayen                 | Karthik Kalyanasundaram             | Kenneth Tan                       |
| Dameneinzel  | Jennie Gai                    | Jaqueline Lima                      | Adelina Quiñones                  |
| Dameneinzel  | Jennie Gai                    | Jaqueline Lima                      | Vivian Yao                        |
| Herrendoppel | Clayton Cayen Alexander Zheng | Sebastian Martínez Gerardo Saavedra | Alvin Li Calvin Xia               |
| Herrendoppel | Clayton Cayen Alexander Zheng | Sebastian Martínez Gerardo Saavedra | Rodrigo Camogliano Nicolás Macías |
| Damendoppel  | Jennie Gai Helen Ye           | Vivian Yao Cassandra Yu             | Sânia Lima Jaqueline Lima         |
| Damendoppel  | Jennie Gai Helen Ye           | Vivian Yao Cassandra Yu             | Micaela Flores Inés Mendoza       |
| Mixed        | Alexander Zheng Jennie Gai    | Eric Chang Karina Chan              | Clayton Cayen Helen Ye            |
| Mixed        | Alexander Zheng Jennie Gai    | Eric Chang Karina Chan              | Timothy Shee Charisse Chow        |

## Medaillengewinner der U11
| Disziplin    | Gold                      | Silber                  | Bronze                        |
| ------------ | ------------------------- | ----------------------- | ----------------------------- |
| Herreneinzel | Don Averia                | Davi Silva              | Deivid Silva                  |
| Herreneinzel | Don Averia                | Davi Silva              | Alohi Sheung                  |
| Dameneinzel  | Lauren Lam                | Tiffany Kuang           | Nicole Ju                     |
| Dameneinzel  | Lauren Lam                | Tiffany Kuang           | Claire Chen                   |
| Herrendoppel | Brandon Xu Joshua Yuan    | Aaron Low Alohi Sheung  | Davi Silva Deivid Silva       |
| Herrendoppel | Brandon Xu Joshua Yuan    | Aaron Low Alohi Sheung  | Felipe Martínez Alan Vélez    |
| Damendoppel  | Claire Chen Tiffany Kuang | Lauren Lam Evelyn Zeng  | Fernanda Acosta Vanessa López |
| Damendoppel  | Claire Chen Tiffany Kuang | Lauren Lam Evelyn Zeng  | Andrea Flores Gianna Stiglish |
| Mixed        | Brandon Xu Lauren Lam     | Joshua Yuan Claire Chen | Aaron Low Nicole Ju           |
| Mixed        | Brandon Xu Lauren Lam     | Joshua Yuan Claire Chen | Alohi Sheung Tiffany Kuang    |